# Metatacha
Metatacha là một chi bướm đêm thuộc họ Noctuidae.